# Rátkalak
Rátkalak (szlovénül: Ratkovci,  vendül Radkovci) falu Szlovéniában, Muravidéken, Pomurska régióban.  Közigazgatásilag Alsómaráchoz tartozik.

## Fekvése
Muraszombattól 16 km-re északkeletre a Rátka-patak partján közvetlenül a magyar határ mellett fekszik.

## Története
A település első írásos említése 1366-ban történt. 1365-ben Széchy Péter fia Miklós dalmát-horvát bán és testvére Domonkos erdélyi püspök kapták királyi adományul illetve cserében a Borsod vármegyei Éleskőért, Miskolcért és tartozékaikért Felsőlendvát és tartozékait, mint a magban szakadt Omodéfi János birtokát. A település a későbbi századokon át is birtokában maradt ennek családnak, mely birtokközpontjáról a felsőlendvai, felső-lindvai Bánfi, felső-lindvai Herczeg neveket is viselte. Az 1366-os beiktatás alkalmával részletesebben kerületenként is felsorolják az ide tartozó birtokokat, melyek között a falu "Rathkouch in districtu seu valle Welemer" alakban szerepel.  A felsőlendvai uradalom veleméri kerületéhez tartozott. 1685-ben a Széchyek fiági kihalásával Széchy Katalinnal kötött házassága révén Nádasdy Ferenc birtoka lett.
Vályi András szerint "RATKÓCZ. Tót falu Vas Vármegyében, földes Ura Gróf Nádasdy Uraság, lakosai katolikusok, fekszik Kancsóczhoz közel, mellynek filiája, szőleje, és fája tűzre van, de mivel földgye sovány, harmadik osztálybéli."
Fényes Elek szerint " Ratkócz, vindus falu, Vas vmegyében, a felső lendvai uradalomban, 152 evang. lak."
Vas vármegye monográfiája szerint " Rátkalak, 48 házzal és 198 ág. ev. és kevés r. kath. vallású, vend lakossal. Postája Tót-Keresztúr, távírója Csákány."
1910-ben 438, többségben magyar lakosa volt, jelentős szlovén kisebbséggel. A trianoni békeszerződésig Vas vármegye Muraszombati járásához tartozott, 1919-ben átmenetileg a de facto Mura Köztársaság része lett. Még ebben az évben a Szerb–Horvát–Szlovén Királysághoz csatolták, ami 1929-től Jugoszlávia nevet vette fel. 1941-ben átmeneti időre ismét Magyarországhoz tartozott, 1945 után visszakerült jugoszláv fennhatóság alá. 1991 óta a független Szlovénia része. 2002-ben 56 lakosa volt.

## Nevezetességei
Fa haranglába 1987-ben készült.

## Híres emberek
Rátkalakon született 1855. június 18-án Kollár Péter magyarországi szlovén római katolikus pap, író.